# گوشی تاشو (ترانه)
«گوشی تاشو» (به انگلیسی: Flip Phone) ترانه‌ای از خوانندهٔ آمریکایی بروک کندی می‌باشد که مورد انتظار بود تک‌آهنگ اصلی از دومین آلبوم استودیویی وی که قرار می‌بود در تابستان سال ۲۰۲۲ منتشر شود باشد. «گوشی تاشو» در سال ۹ سپتامبر سال ۲۰۲۲ منتشر شد و قابل توجه است که این ترانه اولین انتشار کندی از موسیقی جدید پس از سه سال است که به‌دنبال سکسورسیسم (۲۰۱۹) آمده‌است.